# Sinfonía n.º 6 (Beethoven)

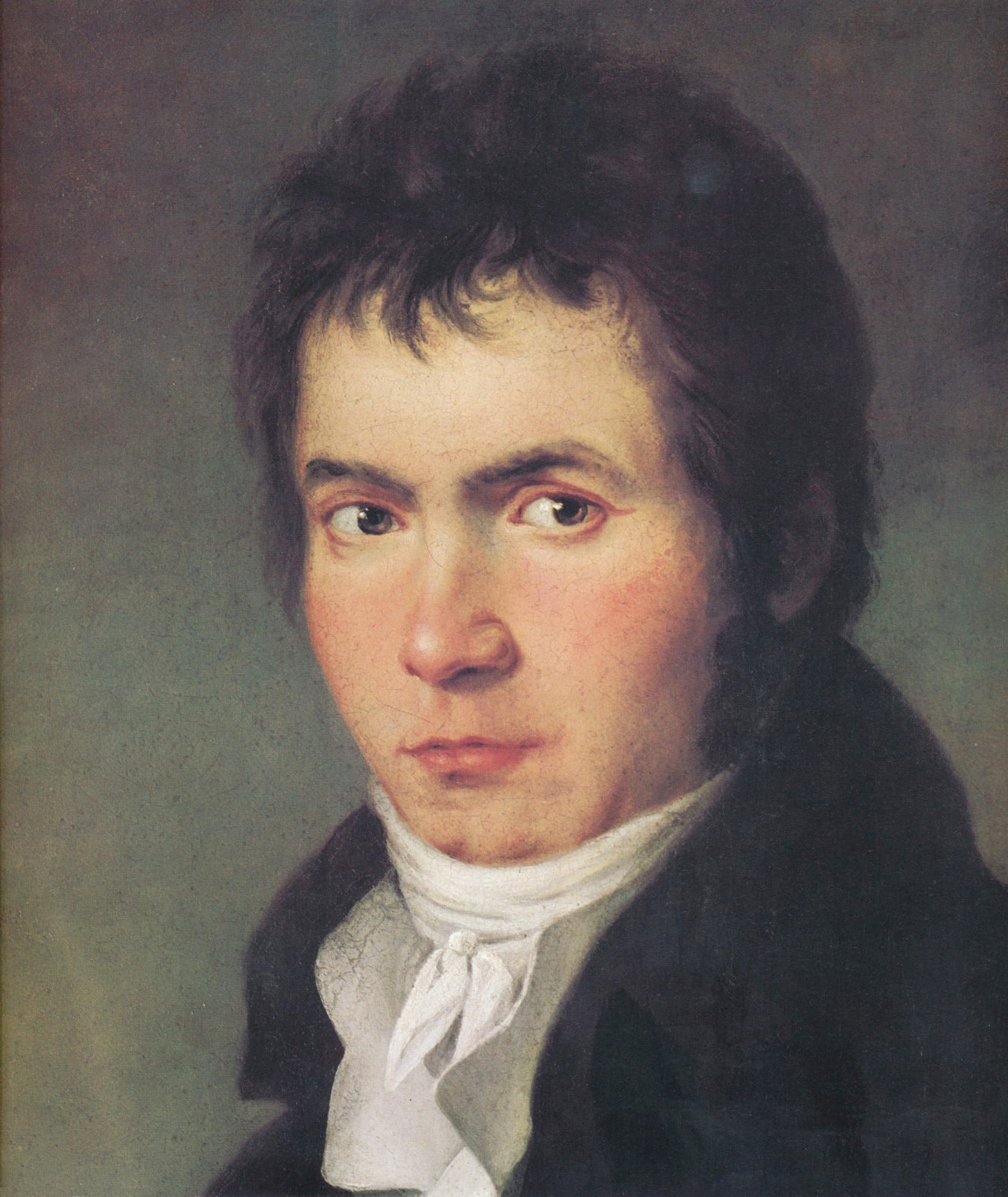
Beethoven en 1804.

La Sinfonía n.º 6 en fa mayor, Op. 68, conocida como Sinfonía Pastoral o en alemán Pastorale, fue compuesta por Ludwig van Beethoven en 1808. Es la sexta de sus nueve sinfonías. La partitura está dedicada al príncipe Joseph Franz von Lobkowitz y al conde Andréi Razumovski.

## Historia

### Beethoven y la naturaleza

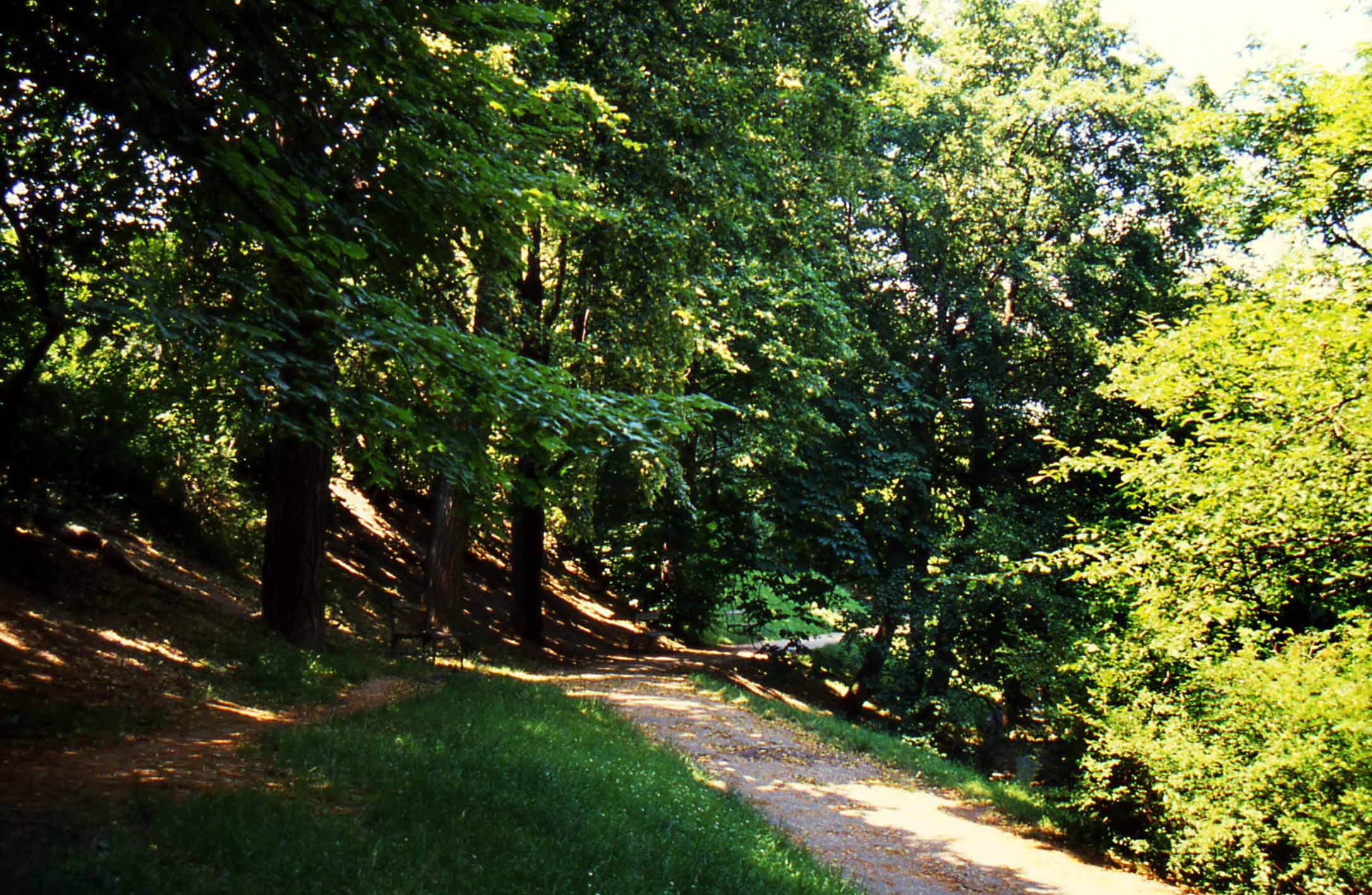
El camino de Beethoven en Heiligenstadt.

Beethoven fue un amante de la naturaleza y pasaba gran parte de su tiempo caminando por el campo. Solía dejar Viena para trabajar en localidades rurales.[cita requerida]  Varios testimonios muestran el gran amor de Beethoven por la naturaleza y por la vida en el campo donde pasaba sus veranos.

«Qué feliz estás de haber podido irte al campo tan pronto. Solo el 8 podré disfrutar de esta dicha. Me regocijo como un niño. Qué placer poder vagar por los bosques, entre los árboles, las hierbas, las rocas. Nadie puede amar el campo como yo. Los bosques, los árboles, las rocas en efecto nos dan el eco deseado».
— Beethoven, carta a Theresa Malfatti, Viena, mayo de 1810.

Alexander W. Thayer, uno de sus primeros biógrafos, relata las palabras del músico inglés Charles Neate quien se encontraba a menudo con Beethoven en Viena:

«Neate, en su larga vida —tenía casi 80 años en 1861 cuando habló con el autor— nunca había conocido a un hombre que disfrutara tanto de la naturaleza; se deleitaba intensamente con las flores, las nubes, todo - “La naturaleza era, por así decirlo, su alimento; realmente parecía vivir de ella”. Vagando por los campos, se sentaba en cualquier montículo verde que pareciera ofrecer un asiento cómodo y luego dejaba que sus pensamientos volaran libremente. […] En otra ocasión, caminando por los campos alrededor de Baden, Neate la habló de la Sinfonía 'Pastoral' y del poder de Beethoven para pintar escenas con música. Beethoven le dijo: "Siempre tengo una imagen en mente cuando compongo, y trabajo hasta lograrla».
—Alexander W. Thayer, Vida de Beethoven.

La condesa Therese Brunsvick escribió: "Le gustaba estar a solas en la naturaleza, convertirla en su única confidente". Un día en Viena, se negó a alquilar un apartamento en una casa cuando descubrió que no había árboles alrededor. "Amo más a un árbol que a un hombre", habría replicado (pero la autenticidad de esta frase es cuestionable). A Beethoven le encantaba experimentar la naturaleza en todos sus estados de ánimo, sentir el viento, la lluvia y el sol en su rostro. En Baden se cuenta que una vez rechazó airadamente la oferta de un paraguas, y solo la eminencia del personaje podía hacer sonreír a su anfitriona ante su costumbre de salpicar todos los muebles al volver de uno de sus paseos sin paraguas.
En sus numerosos paseos por Heiligenstadt y Nußdorf, al norte de Viena, eran los amplios prados, las zonas rocosas, los senderos en bosques bordeados de olmos y los arroyos susurrantes y caudalosos los que deleitaron a Beethoven. La belleza de un escenario natural a menudo lo transportaba con fervor religioso. "¡Todopoderoso en el bosque! Soy bendito, lleno de felicidad en el bosque: cada árbol habla a través de ti. ¡Oh Dios! ¡qué esplendor! En tal país de bosques, en la altura está el descanso, el descanso para servirte", escribió en su diario en 1815, en un momento de exaltación panteísta, después de leer a los filósofos indios, los Upanishad y el Bhagavad-Gītā. Anton Schindler cuenta que un día de abril de 1823 paseaba con Beethoven:

«Cruzamos el encantador valle, entre Heiligenstadt y Grinzing; cruzamos un arroyo límpido que bajaba de una montaña cercana, y a cuyo borde una cortina de olmos enmarcaba el paisaje. Beethoven se detuvo varias veces, lanzó sus miradas encantadas y respiró el aire balsámico de este delicioso valle. Luego, sentándose cerca de un árbol, me preguntó si, entre el canto de los pájaros, ¡oía el de la oropéndola! Como reinaba un silencio absoluto, en ese momento, a nuestro alrededor, dijo: “¡Que la escena del torrente fue escrita en este lugar, y en la que las oropéndolas, las codornices, los ruiseñores, así como los cucos, eran sus colaboradores!».
— Anton Schindler, Historia de la vida y obra de Louis Van Beethoven, 1864, pp. 105-106.

### Composición

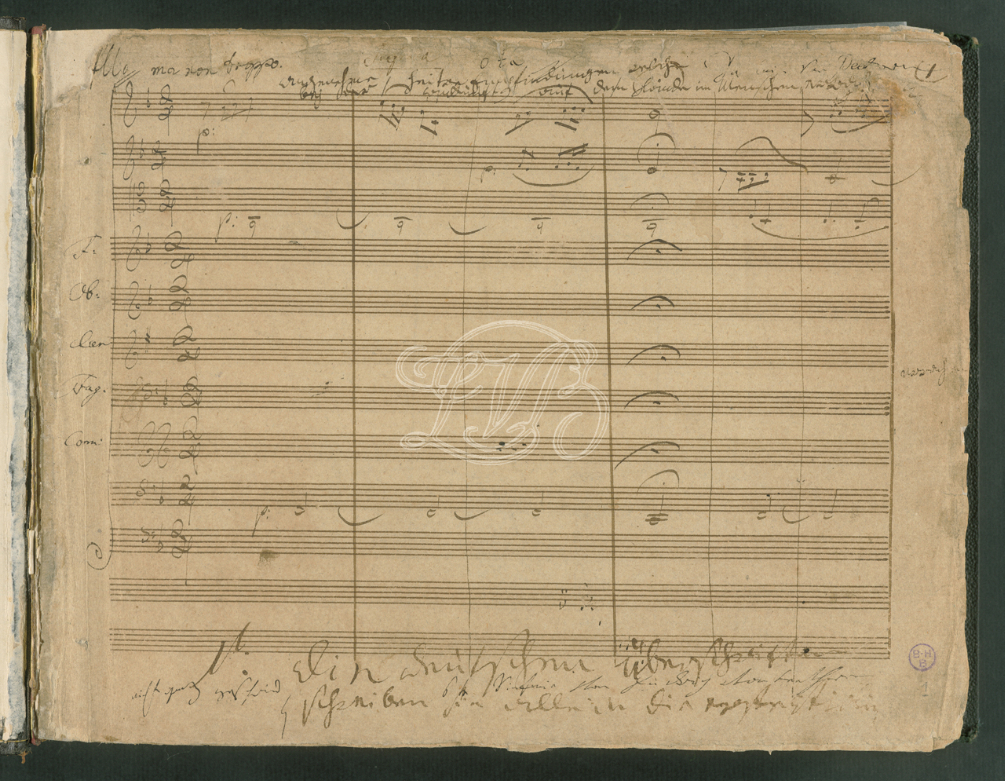
Primera página de la partitura autógrafa.

La composición de la pieza se desarrolló entre principios de 1808 y septiembre de 1808, partiendo de esbozos del verano de 1807 y posiblemente también de borradores de 1803-04.  El primer boceto de la Pastoral aparece en un cuaderno de 1803, mezclado con los de la Eroica y el inicio de la Sinfonía n.º 5. De hecho la n.º 6 fue creada a la vez que la n.º 5. La partitura autógrafa completa se conserva en la Beethoven Haus de Bonn y se puede consultar en línea. El documento no es un manuscrito terminado y "limpio", sino que permite seguir el proceso de composición ya que hay varias capas visibles debajo del texto musical completo.
La partitura impresa lleva el subtítulo "Pastoral-Sinfonie oder Erinnerungen an das Landleben (Mehr Ausdruck der Empfindung als Malerei)" que significa "Sinfonía pastoral o recuerdos de la vida campestre (más expresión de sentimientos que pintura)". Este título, así como varias anotaciones en los márgenes de los bocetos de la Pastoral, demuestran el poco gusto que tenía el maestro por el "retrato musical". Es una de las pocas obras programáticas del compositor, pero optó por crear una sinfonía para escapar del carácter sobre-literal que habría impuesto el libreto de una cantata o un oratorio. 
En 1807 indicó: "Que el oyente cuide su orientación. Sinfonia caracteristica o un recuerdo de la vida en el campo. Cualquier espectáculo pierde por querer reproducirlo con demasiada fidelidad en una composición musical. —Sinfonia Pastorella— los títulos explicativos son superfluos; incluso alguien que solo tiene una vaga idea de la vida campestre comprenderá fácilmente la intención del autor. La descripción es innecesaria; centrarse más en la expresión del sentimiento que en la pintura musical." Y en 1808 anotó: "La Sinfonía Pastoral no es un cuadro; allí se encuentran expresadas, en matices particulares, las impresiones que el hombre saborea en el campo". Por tanto, se trata de una partitura a la vez impresionista y expresionista: sabemos la fortuna que disfrutaron después estas dos estéticas, con Claude Debussy y Richard Strauss en particular. En una carta del 15 de julio de 1817 al poeta Wilhelm Gerhard, se expresa en estos términos sobre el dominio de la música: "La descripción de una imagen pertenece a la pintura. Y a este respecto también el poeta, aquel cuyo dominio no es tan restringido como el mío, puede considerarse más favorecido que mi Musa. Por otro lado mi esfera se extiende más hacia otras regiones y nuestro dominio no es tan accesible".
No fue el primer compositor en describir sinfónicamente la naturaleza. Joseph Haydn en su oratorio Las estaciones de 1802 pintó el amor por la naturaleza, con campesinos bailando, una tormenta, pájaros cantando, etc.[cita requerida] Durante el Barroco francés e italiano se compusieron piezas que pretendían imitar a la naturaleza, aspiración muy propia de la Ilustración. Antonio Vivaldi compuso sus celebérrimos Conciertos para violín Op. 8, Las cuatro estaciones, genial pintura de la naturaleza, con tormentas, cantos de aves, moscardones, etc.[cita requerida]

### Estreno y publicación

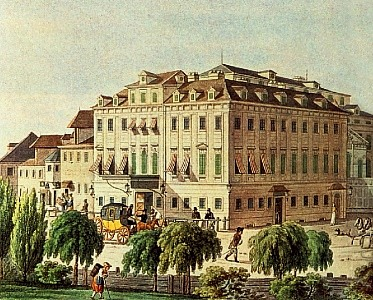
Theater an der Wien, lugar del estreno.

El estreno público se celebró el 22 de diciembre de 1808 en el Theater an der Wien de Viena, en el cual se había estropeado la calefacción. Consistió en un monumental concierto "maratón" de cuatro horas con música exclusivamente de Beethoven, dirigido por el propio compositor. Fue su última aparición como solista al piano. En el programa figuraban las dos sinfonías dispuestas al revés del orden por el cual las conocemos hoy: la Sexta se escuchó al principio de la primera mitad y la Quinta justo después del descanso.
El programa del concierto de estreno fue el siguiente:
1. La Sinfonía n.º 6, Op. 68
2. El aria "Ah perfido!" Op. 65
3. El Gloria de la Misa en do mayor, Op. 86
4. El Concierto para piano n.º 4, Op. 58 (tocado por el propio Beethoven)
5. (descanso)
6. La Sinfonía n.º 5, Op. 67
7. El Sanctus y el Benedictus de la misma misa
8. Una improvisación para piano solo tocada por Beethoven
9. La Fantasía coral, Op. 80

En España se estrenó la noche del 19 de diciembre de 1838 en el Teatro de Madrid y un mes más tarde en el Liceo de Barcelona.
La primera edición de esta obra fue publicada por la editorial Breitkopf & Härtel en Leipzig que publicó las partes en abril de 1809 y la partitura completa en mayo de 1826.

## Instrumentación
La partitura está escrita para una orquesta formada por:
- Viento madera: 1 flautín (sólo en el movimiento IV), 2 flautas, 2 oboes, 2 clarinetes, 2 fagotes.
- Viento metal: 2 trompas, 2 trompetas (excepto en los movimientos I y II), 2 trombones (sólo en los movimientos IV y V).
- Percusión: timbales (sólo en el movimiento IV).
- Cuerda: una sección de cuerdas con violines I y II, violas, violonchelos y contrabajos.

La plantilla instrumental de la sinfonía difiere en cada movimiento y aporta escasas modificaciones a las previas obras sinfónicas del maestro alemán. Para los movimientos más líricos (el primero, el segundo y el final), Beethoven especificó una orquesta sinfónica clásica más bien pequeña. En el tercer movimiento se añaden las trompetas y para incrementar la efectividad de la tormenta Beethoven agrega trombones, timbales y flautín.

## Estructura y análisis
La sinfonía consta de cinco movimientos:
- I. Erwachen heiterer Empfindungen bei der Ankunft auf dem Lande. Allegro ma non troppo, en fa mayor 2
4
- II. Szene am Bach. Andante molto mosso, en si bemol mayor 12
8
- III. Lustiges Zusammensein der Landleute. Allegro, en fa mayor 3
4
- IV. Gewitter. Sturm. Allegro, en fa menor 4
4
- V. Hirtengesang. Frohe und dankbare Gefühle nach dem Sturm. Allegretto, en fa mayor 6
8

La interpretación de esta obra dura aproximadamente 40 minutos. Su estructura en cinco movimientos rompe con el patrón clásico de cuatro. Beethoven adapta su programa descriptivo a la forma sinfónica clásica habitual, insertando después del scherzo (III movimiento) un movimiento adicional (Tormenta). Sólo el primer movimiento se acomoda a la forma sonata. El tercer movimiento se enlaza sin pausa con los dos últimos movimientos, práctica que Beethoven solamente empleó en esta obra y en la Sinfonía n.º 5. Décadas después retomaron este procedimiento Felix Mendelssohn en su Sinfonía n.º 5 de la Reforma y Robert Schumann en su Sinfonía n.º 4.
Hay un estudio que se utilizará en el segundo movimiento y el motivo del contrabajo que se repetirá en el tercer movimiento. El tema de la tormenta ya está presente en la introducción que sigue inmediatamente a la apertura del ballet Las criaturas de Prometeo. Anton Schindler relata en sus memorias que Beethoven se inspiró en las canciones populares austriacas para el tercer movimiento y en las danzas campesinas, llegando incluso a parodiar la danza nacional del pueblo austriaco. Según indicaciones de ciertos borradores, Beethoven pensó por un momento en coronar el final y la sinfonía con un coro religioso –habría considerado un Gloria o uno de los lieder de Gellert. En un manuscrito anterior, la intención religiosa es ciertamente más explícita; Beethoven había escrito: "Hirtengesang, vohltätige, mit Dank an die Gottheit verbundene Gefühle nach dem Sturm" (Canción de pastores, sentimientos benevolentes unidos al agradecimiento a la divinidad después de la tormenta)." "Al renunciar a la palabra y a la voz, para dejar cantar sólo a la música pura, mantuvo la obra en el dominio de la sensación, a igual distancia de la "pintura" y del "pensamiento".

### I.Erwachen heiterer Empfindungen bei der Ankunft auf dem Lande
El primer movimiento se titula Erwachen heiterer Empfindungen bei der Ankunft auf dem Lande (Despertar de alegres sentimientos al encontrarse en el campo) y lleva la indicación de tempo Allegro ma non troppo. Está escrito en la tonalidad de fa mayor y en compás de 2/4. Adopta la forma sonata prácticamente según el esquema tradicional, con los violines presentando todos los temas.

### II.Szene am Bach
El segundo movimiento se titula Szene am Bach (Escena junto al arroyo), lleva la indicación Andante molto mosso, está en si bemol mayor y el compás es 12/8. Responde a una estructura de sonata, pero más relajada. El límpido tema principal suena en los violines con un subtema para el fagot. En la coda la flauta encarna a un ruiseñor (Nachtigall), el oboe a una codorniz (Wachtel) y el clarinete a un cuco (Kukuk).

### III.Lustiges Zusammensein der Landleute
El tercer movimiento se titula Lustiges Zusammensein der Landleute (Animada reunión de campesinos), lleva la indicación Allegro, está en fa mayor y el compás es 3/4. Responde a una forma Scherzo–Trio modificada. Se trata de una canción con trío ampliada. Cuenta con una sección, marcada  "tempo d'Allegro" en compás de 2/4, que crea el efecto de una estructura ABCABCA, que conduce sin pausa al siguiente movimiento.

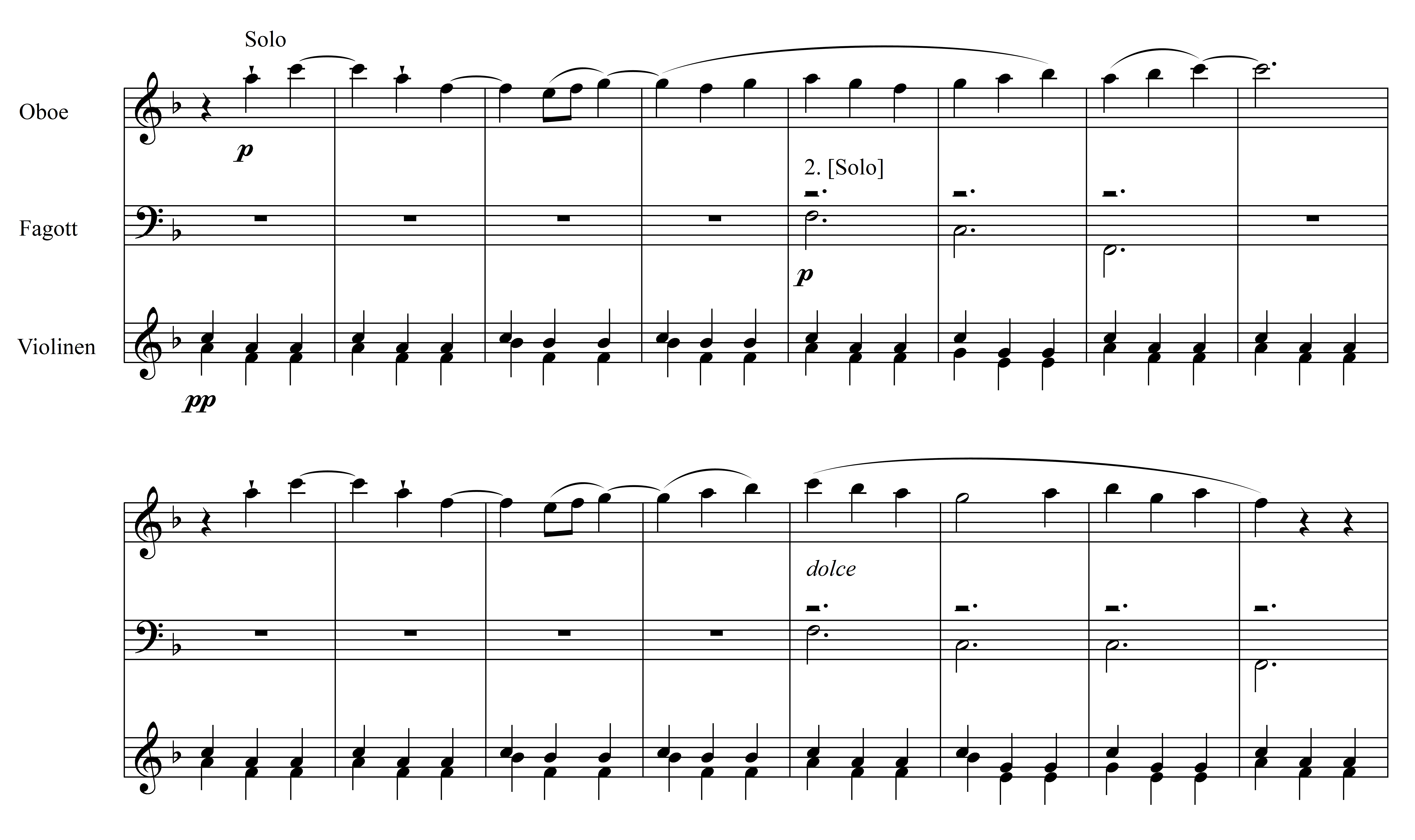
Banda de pueblo: dúo entre oboe y fagot (cc. 91-106).

### IV.Gewitter. Sturm
El cuarto movimiento se titula Gewitter. Sturm (Relámpagos. Tormenta), lleva la indicación Allegro, está en fa menor y el compás es 4/4. Es una música puramente descriptiva, desde la primera gota de lluvia hasta la última, en palabras de Dettmer. Le sigue un coral de 10 compases que da paso al Finale

### V.Hirtengesang. Frohe und dankbare Gefühle nach dem Sturm
El quinto y último movimiento se titula Hirtengesang. Frohe und dankbare Gefühle nach dem Sturm (Himno de los pastores. Alegría y sentimientos de agradecimiento después de la tormenta), lleva la indicación Allegretto, retoma la tonalidad inicial y el compás es 6/8. Es una sonata-rondó, cuya sección C algunos han llamado desarrollo. La diversión incluye una socarrona parodia de los músicos aficionados. Le sigue una extensa coda, cada vez más calmada, que acaba con un gesto típicamente pianístico de dos acordes fortissimo.

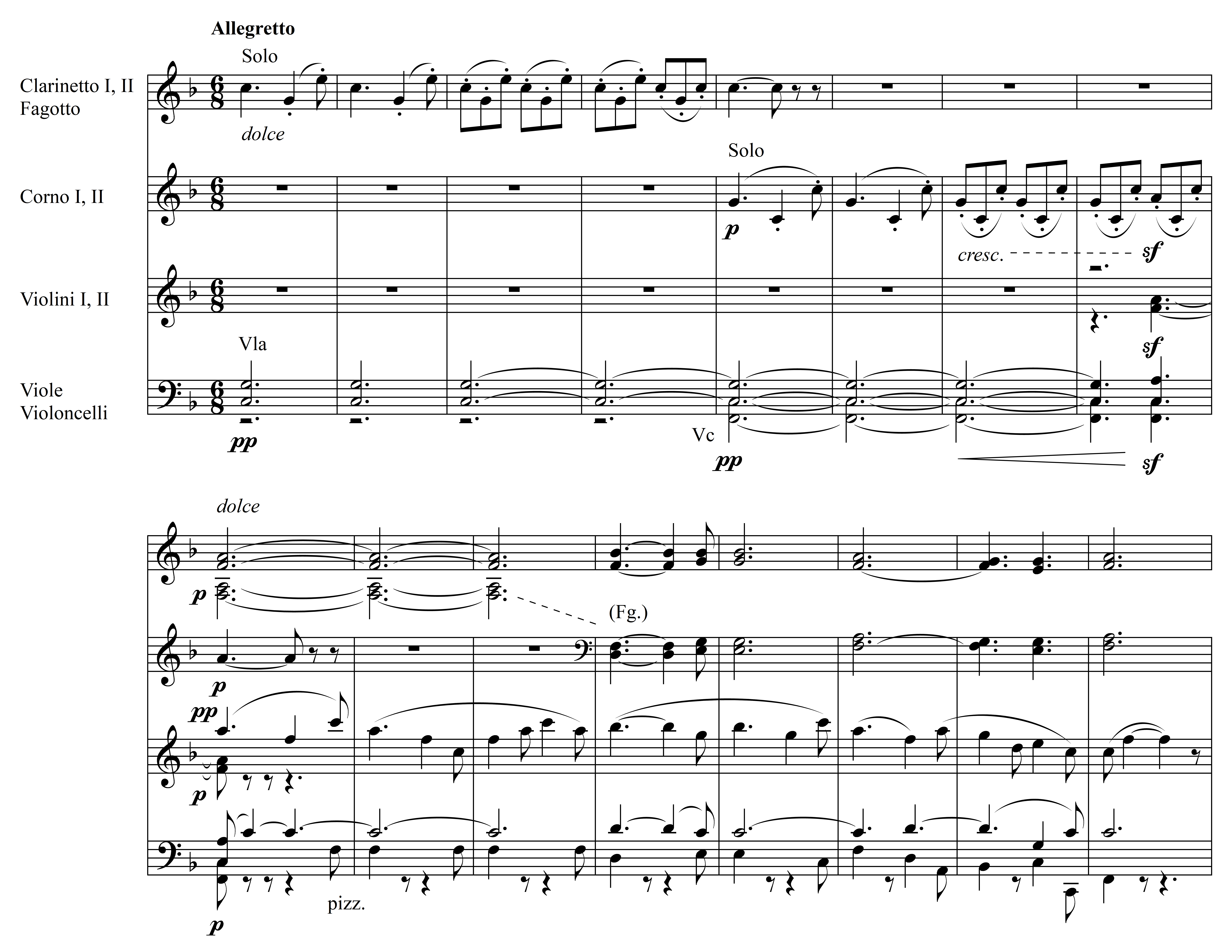
Comienzo: ranz des vaches y tema principal (cc. 1-16).

## Recepción de la obra
Fue recibida fríamente, sobre todo debido a su más brillante contraparte, la Quinta. Si bien la Sexta contiene algunos de los pasajes más hermosos del músico de Bonn, la gente deseaba otra obra cargada y aventurera, y la obra relativamente calmada e introspectiva no fue muy de su agrado.[cita requerida]
A pesar de su estreno poco auspicioso, la pieza, que dura alrededor de 40 minutos, se ha convertido poco a poco en una de las obras centrales del repertorio sinfónico. Es la favorita de muchos oyentes y es muy frecuentemente interpretada y grabada en la actualidad.[cita requerida]

## Influencia y legado
La Sexta significó un paso más en el desarrollo de la música programática, que desembocaría por último en la aparición del poema sinfónico por Franz Liszt. Este proceso culminaría a finales del siglo XIX en los extraordinarios poemas sinfónicos de Richard Strauss y en sus sinfonías programáticas, especialmente en la estruendosa y lírica a la vez Sinfonía Alpina.

## En la cultura popular
Esta obra ha servido de inspiración a artistas musicales de diversos géneros para crear sus propias versiones. Tanto las adaptaciones como las interpretaciones de la pieza original han sido incluidas en multitud de bandas sonoras de películas, programas de televisión, videojuegos, etc. Su influencia ha rebasado el ámbito musical, llegando a artistas de otras disciplinas como la literatura, el cómic o el cine.

### Adaptaciones
- 1940 – "The Pastoral Symphony (The Sixth)", tema del álbum Walt Disney's Fantasia de Leopold Stokowski y Philadelphia Orchestra que presenta modificaciones en la longitud de la pieza realizadas por el director Stokowski.
- 2010 – "Res Vihidena Samanaliyak", canción del disco recopilatorio Best of Bathiya & Santhush del dúo pop esrilanqués Bathiya & Santhush.

### Inclusión en bandas sonoras
- 1940 – Fantasía, película de animación de Walt Disney cuya banda sonora incorpora la adaptación de Stokowski de esta sinfonía.
- 1969 – El ejército de las sombras, film de Jean-Pierre Melville en que Luc Jardie (Paul Meurisse) escucha esta sinfonía durante el encuentro con su hermano Jean-François (Jean-Pierre Cassel).
- 1973 – Soylent Green, film de ciencia ficción de Richard Fleischer en que suenan fragmentos del primer movimiento en la escena de la muerte de "Sol" para describir la belleza de una naturaleza desaparecida.
- 1980 – Goshu, el violonchelista, largometraje animado de Isao Takahata que es a su vez una adaptación de un cuento del clásico autor japonés Kenji Miyazawa inspirado por esta sinfonía.
- 2003 – Big Fish, película de Tim Burton en la que Edward Bloom (Albert Finney) escucha el inicio del quinto movimiento mientras descansa.
- 2005 – Barbie y la magia de pegaso, film de animación que utiliza los movimientos I, III y IV de la sinfonía. El IV movimiento constituye el leitmotiv del antagonista.

## Discografía selecta
Mono
- 1940 – Willem Mengelberg, Orquesta Real del Concertgebouw (Archipel; Andromeda).
- 1944 – Wilhelm Furtwängler, Orquesta Filarmónica de Berlín (Tahra).
- 1945 – Hermann Abendroth, Orquesta de la Gewandhaus de Leipzig (Tahra).[23]
- 1952 – Arturo Toscanini, Orquesta Sinfónica de la NBC (RCA LM 1755).
- 1952 – Wilhelm Furtwängler, Orquesta Filarmónica de Viena (EMI Classics). Diapason d'or en marzo de 2011.[24]
- 1953 – Erich Kleiber, Orquesta Real del Concertgebouw (Decca).[25]
- 1954 – Wilhelm Furtwängler, Orquesta Filarmónica de Berlín (Tahra).
- 1954 – Herbert von Karajan, Orquesta Philharmonia (EMI Classics).[26]
- 1957 – Carl Schuricht, Orquesta de la Sociedad de Conciertos del Conservatorio (EMI Classics).[27]

Estéreo
- 1958 – Bruno Walter, Orquesta Sinfónica Columbia (RCA). Diapason d'or en octubre de 1995.[28]
- 1959 – André Cluytens, Orquesta Filarmónica de Berlín (EMI).
- 1961 – Fritz Reiner, Orquesta Sinfónica de Chicago (RCA). Diapason d'or en junio de 2002.
- 1962 – Herbert von Karajan, Filarmónica de Berlín (DG). Grand prix du disque de Academia Charles Cros 1963; Diapason d'or en septiembre de 1991.
- 1968 – Eugen Jochum, Orquesta Real del Concertgebouw (Philips).
- 1971 – Karl Böhm, Orquesta Filarmónica de Viena (DG).

- 1972 – Herbert von Karajan, Orquesta Filarmónica de Berlín (Testament). 5 diapasones en noviembre de 2009.
- 1977 – Herbert von Karajan, Orquesta Filarmónica de Berlín (DG). 5 diapasones en diciembre de 2008.
- 1982 – Yevgueni Mravinski, Orquesta Filarmónica de Leningrado (Erato).
- 1983 – Carlos Kleiber, Orquesta de la Ópera Estatal de Baviera (Orfeo C600 031 B). Diapason d'or en abril de 2004.
- 1984 – Herbert von Karajan, Orquesta Filarmónica de Berlín (DG).
- 1987 – Roger Norrington, London Classical Players (EMI Classics; reedición Virgin 2001). Interpretación historicista.
- 1991 – Nikolaus Harnoncourt, Orquesta de Cámara de Europa (Teldec). Premio Gramophone disco del año 1992; Diapason d'or; 4fff de Télérama.[29]
- 1992 – Colin Davis, Orquesta Estatal Sajona de Dresde (Philips).
- 1999 – Daniel Barenboim, Orquesta Estatal de Berlín (Teldec).
- 1999 – David Zinman, Orquesta de la Tonhalle de Zúrich (Sony BMG).
- 2002 – Simon Rattle, Orquesta Filarmónica de Viena (EMI Classics). Diapason d'or en abril de 2003.
- 2006 – Charles Mackerras, Orquesta de Cámara Escocesa (Hyperion).
- 2008 – Jos Van Immerseel, Anima Eterna Brugge (Zig-Zag Territoires). Gramophone Editor's Choice.
- 2010 – Emmanuel Krivine, La Chambre Philharmonique (Naïve). Interpretación historicista; 4fff de Télérama; Gramophone Editor's Choice.
- 2011 – Riccardo Chailly, Orquesta de la Gewandhaus de Leipzig (Decca). 5 diapasones en octubre de 2011.
- 2011 – Christian Thielemann, Orquesta Filarmónica de Viena (Sony BMG). 5 diapasones en abril de 2012.
- 2012 – Daniel Barenboim, West-Eastern Divan Orchestra (Decca).
- 2012 – Daniel Barenboim, West-Eastern Divan Orchestra (Decca).
- 2013 – Mariss Jansons, Orquesta Sinfónica de la Radio de Baviera (BR Klassik) Choc en la revista Classica en noviembre de 2013.